# Tandoğan
Anadolu, (hasta 2015 Tandoğan) es una estación del Ankaray, componente del metro de la ciudad de Ankara, Turquía. Recibió su nombre de la Plaza Tandoğan que se encuentra a proximidad. Esta plaza debe su nombre en honor al exgobernador Nevzat Tandoğan fallecido en 1946. La estación se encuentra en el barrio Bahçelievler en el distrito de Çankaya de la capital. A proximidad se encuentran los predios de la Universidad de Ankara.